# Rošal
Rošal (rusky Роша́ль) je město v Moskevské oblasti v Ruské federaci. Při sčítání lidu v roce 2010 mělo přes jednadvacet tisíc obyvatel.

## Poloha
Rošal leží na řece Vojmeze, pravém přítoku Polji. Od Šatury, správního střediska rajónu, je vzdálen 21 kilometrů na severovýchod, a od Moskvy přibližně 150 kilometrů na východ.

## Dějiny
Městem je Rošal od roku 1940, současný název nese od roku 1918 k poctě revolucionáře Semjona Grigorjeviče Rošala.